# ماتياس كرانفايتر
كلاوديو ماتياس كرانفايتر (بالإسبانية: Claudio Matías Kranevitter)‏ هو لاعب كرة قدم أرجنتيني في مركز الوسط المدافع ولد في يوم 21 مايو 1993 في مدينة سان ميغيل دي توكومان في الأرجنتين، يلعب حالياً مع نادي زينيت سانت بطرسبرغ في روسيا وسبق له اللعب مع أتلتيكو مدريد ونادي إشبيلية في إسبانيا ونادي ريفر بليت وسان مارتن في الأرجنتين، في سنة 2015 بدأ باللعب مع منتخب الأرجنتين لكرة القدم ويبلغ طوله 179 وهو من أصل روسي ألماني.

## مسيرته الكروية
لعب ماتياس كرانفايتر خلال مسيرته الاحترافية مع 5 أندية في عشرة مواسم ولم يسجل خلالها أي هدف ضمن 118 مباراة. ولم يفز بأي موسم بالكأس وفاز في ثلاثة مواسم بالدوري.
خاض ماتياس كرانفايتر مسيرته مع نادي ريفر بليت في موسم 2012–13 ليلعب معه أربعة مواسم، مشاركًا في 57 مباراة ولم يسجل أي هدف. ثم انتقل إلى نادي أتلتيكو مدريد في موسم 2015–16 لمدة موسم واحد، حيث شارك في 8 مباريات ولم يسجل أي هدف أيضًا. لينتقل بعدها إلى نادي إشبيلية في موسم 2016–17 لمدة موسم واحد، مشاركًا في 21 مباراة ولم يسجل أي هدف أيضًا. ثم انتقل إلى نادي زينيت سانت بطرسبرغ في موسم 2017–18 واستمر معه طيلة ثلاثة مواسم، مشاركًا في 29 مباراة ولم يسجل أي هدف أيضًا. هذا وانتقل لاحقًا إلى نادي مونتيري في موسم 2019–20 لمدة موسم واحد، مشاركًا في 3 مباريات ولم يسجل أي هدف أيضًا.

## روابط خارجية
- ماتياس كرانفايتر على موقع الاتحاد الدولي (مؤرشف)  (الإنجليزية)
- ماتياس كرانفايتر على موقع الاتحاد الأوربي (الإنجليزية)
- ماتياس كرانفايتر على موقع قاعدة بيانات كرة القدم.إي يو (الإنجليزية)
- ماتياس كرانفايتر على موقع ناشيونال فوتبول تيمز (الإنجليزية)
- ماتياس كرانفايتر على موقع Soccerbase.com (لاعب) (الإنجليزية)
- ماتياس كرانفايتر على موقع Soccerway.com (الإنجليزية)
- ماتياس كرانفايتر على موقع عالم كرة القدم.نت (الإنجليزية)
- ماتياس كرانفايتر على موقع AS.com (الإسبانية)